# Theme Hospital
Theme Hospital (englisch, Thema Krankenhaus) ist ein Computerspiel, das 1997 von Bullfrog Productions entwickelt wurde und welches zum Genre der isometrischen Wirtschaftssimulation gehört.
Der Spieler übernimmt die Rolle eines Managers eines Krankenhauses und muss sich durch verschiedene Level arbeiten und die jeweiligen Gewinnbedingungen erfüllen, z. B. eine bestimmte Anzahl an Patienten mit einer bestimmten Krankheit heilen oder den Gebäudewert über ein bestimmtes Maß bringen.
Der Spieltitel ist eine Anlehnung an die vorangegangenen Spiele der Theme-Park-Reihe des Entwicklers Bullfrog. Dabei ist die Grundhaltung dieser Spiele stets lustig und, besonders bei Theme Hospital, zum Teil satirisch. So gibt es beispielsweise entsprechende Animationen der Spielfiguren, die den satirischen Aspekt sehr gut betonen sowie häufige humorvolle Lautsprecherdurchsagen. Benutzt der Spieler z. B. einen Cheat, ertönt im Krankenhaus die Durchsage: „Achtung, die Krankenhausleitung betrügt!“
Der inoffizielle Nachfolger ist das am 6. Juni 2007 erschienene Spiel Hospital Tycoon. Das Open-Source-Projekt CorsixTH macht Theme Hospital auf aktuellen Windows-Systemen sowie Linux und macOS nativ spielbar und hat es bisher um Features wie z. B. eine moderne Mausunterstützung (Zoom & Scrolling) und eine höhere Auflösung erweitert.

## Spielablauf
Bei diesem Spiel gibt es nur eine indirekte Handlung durch die Karriere, bei der man sich als Krankenhausleiter durch immer schwieriger werdende Levels arbeiten muss, von anfangs kleinen lokalen Plagen bis hin zu großen Seuchen und Naturkatastrophen-Gebieten, in denen selbst das gesamte Krankenhaus von Erdbeben bedroht wird, was eine effiziente Wartungsmannschaft nötig macht.
Besondere Ereignisse werden dabei gelegentlich mit kurzen Videosequenzen untermalt.
Der Spieler beginnt in jedem Level mit einem leeren Gebäudegrundriss. Dort werden die Grundrisse der verschiedenen Räume eingefügt, Raumutensilien gekauft und platziert. Das Angebot ist dabei vielfältig: Nicht nur Diagnose- und Behandlungsräume stehen zur Verfügung, auch um die sanitären Einrichtungen und Erholungsmöglichkeiten für Mitarbeiter muss sich der Spieler kümmern.
Das Krankenhaus muss innerhalb einer festgelegten Mindestzeit für die Patienten eröffnet werden. Bis zu diesem Zeitpunkt empfiehlt es sich, bereits eine gewisse Mindestausstattung (z. B. Rezeption, Allgemeinmedizin, Pharmatheke und entsprechendes Personal) zu erstellen, um die Patienten von Anfang an zufriedenzustellen. Welche Erkrankung sie haben, ist dabei vom Zufall und vom Level abhängig. Die Patienten durchlaufen dann die verschiedenen Einrichtungen des Krankenhauses und bringen so Geld.
Im späteren Spielverlauf kann der Spieler außerdem weitere Gebäudeteile hinzukaufen und so das Krankenhaus erweitern. Mit Hilfe der Forschung werden später immer ausgefeiltere Diagnose- und Behandlungsräume verfügbar, für deren Benutzung die Mitarbeiter zum Teil geschult werden müssen.
Der Spieler kümmert sich aber nicht nur um die räumliche Ausstattung, sondern auch um das Personal. Die Fähigkeiten der Mitarbeiter auf dem virtuellen Arbeitsmarkt werden dabei mehr oder weniger zufallsgeneriert. Für das Wartungs- und Reinigungspersonal (im Spiel „Handlanger“ genannt) kann der Spieler außerdem noch die Priorität ihrer Arbeit festlegen (Pflanzenpflege, Wartung, Reinigung).
Zufallsereignisse, wie Notfälle, Epidemien oder Erdbeben bringen zudem Abwechslung.
Eine kleine Geldspritze kann auch ein V.I.P.-Besuch bringen, wenn dem Gast das Krankenhaus gefällt. Dieser achtet auf gepflegte Gänge, genügend Sitzmöglichkeiten und Getränkeautomaten, aber auch auf Todesfälle während seines Besuches. Seine Zufriedenheit bestimmt die Höhe seiner Spende.
Während des Spiels steht permanent eine Beraterin zur Verfügung, die hilfreiche Tipps oder Hinweise in Textform gibt, wenn etwas im Krankenhaus im Argen liegt.
Beispielsweise weist sie auch darauf hin, dass man im Moment zu viele Ärzte angestellt hat.
Ziel des Spiels ist es, durch einen hohen Ruf möglichst viele Patienten zu gewinnen und zu heilen und somit die computergesteuerte Konkurrenz zu überbieten.
Jedes Level hat bestimmte Bestehensvoraussetzungen, wie Ruf, Kontostand oder Patientenzufriedenheit. Einige Level sind verloren, wenn man eine bestimmte Zahl an Todesfällen überschreitet. Spätere Level haben dann mehrere Voraussetzungen.
Man kann sich einen Kredit von der Bank geben lassen, dieser muss aber zum Bestehen des Levels vorher zurückgezahlt werden.
Es gibt einen Einzelspielermodus mit Leveln, später kam eine aufgewertete Multiplayer-Funktion hinzu.
Die dargestellten Krankheiten sind zum größten Teil frei erfunden, genau wie die meisten Diagnose- und Behandlungsgeräte.
Werden Maschinen nicht gewartet, so explodieren sie und der Raum wird unbenutzbar. Er lässt sich auch nicht löschen, so dass man den Platz, den der Raum in Anspruch nimmt, unwiederbringlich nicht weiter nutzen kann. Handlanger reparieren Geräte automatisch, können aber auch für eine Reparatur angefordert werden. Alternativ kann man jedoch auch gegen einen Geldbetrag (abhängig vom Gerät, nicht vom Schadenslevel) eine sofortige Reparatur durchführen.
Ab und zu gibt es Durchsagen, die einem Hinweise darauf geben, welche Behandlungsräume von Personal besetzt werden müssen.

## Rezeption
Für PC Games sind Schwächen im Game Design erkennbar. Da jedes Level mit dem Aufbau von vorne beginnt, werde der Spielablauf schnell repetitiv und ermüdend. Die Wortwitze in den Erkrankungen zünden nur beim ersten Anhören. Lediglich das Freischalten von weiteren Behandlungsmethoden sei motivierend. Für PowerPlay erinnert Theme Hospital sehr stark an Theme Park, es sei insgesamt zu leicht und es fehlen Elemente, die für Langzeitmotivation sorgen. Positiv hervorgehoben wurde der Mehrspielermodus. Für PC Player ist das Gewimmel eines geschäftigen Krankenhauses gut getroffen. Auch Kenner des Genres kommen auf ihre Kosten. Der Mehrspielermodus hingegen wirke aufgesetzt, da es sich lediglich um einen High Score Abgleich handelt.

## CorsixTH
CorsixTH ist eine freie Reimplementierung der Spiel-Engine für Windows, macOS und Linux. Dabei werden höhere Auflösungen unterstützt, die einen deutlich besseren Überblick geben. Zudem können Spieler eigene Kampagnen erstellen. Die Originalspieldateien werden weiterhin benötigt. GameStar bezeichnete es als „Fan-Remaster“, da das Spielprinzip unverändert blieb und lediglich Qualitätsverbesserungen etwa im Bereich der Maussteuerung vorgenommen wurden.